# 우수주

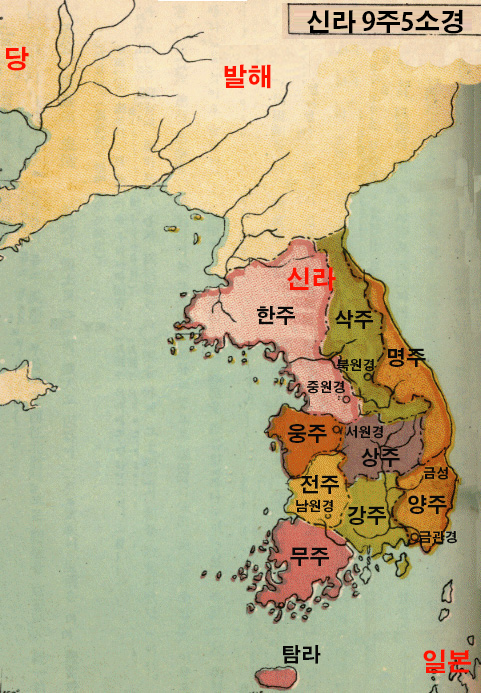
남북국 시대 신라의 9주 5소경

우수주(牛首州), 수약주(首若州) 또는 삭주(朔州)는 신라의 광역 행정구역인 9주 5소경의 한 주(州)로, 주치(州治)는 지금의 춘천시였고, 1개 소경과 11개 군 및, 27개 현이 있었으며, 직접 관할하는 현은 3개였다. 영역은 지금의 강원도 영서지방 대부분과, 함경남도 지방의 남단이다.

## 연혁
삼국사기에 의하면 가탐(賈耽)이 쓴 고금군국지(古今郡國志)에서 이 지역이 맥(貊)의 땅이었다고 전한다.
수약주의 치소 일대는 원래 백제의 주양(走壤)이었다. 고구려 장수왕 이후 고구려가 점령하였고, 신라 진흥왕 때 신라가 점령하였다. 637년(선덕여왕 6년)에 우수주(牛首州)가 설치되었으며 668년(문무왕 8년)에는 비열홀(比列忽)에 이치되어 비열홀주(比列忽州)가 설치되었다가 673년(문무왕 13년)에 다시 원래 치소로 되돌려 수약주라 개칭하였다. 757년(경덕왕 16년)에 전국의 행정구역 명칭을 중국식으로 고치면서 수약주도 삭주로 개칭되었다. 혜공왕 때 행정구역 명칭을 원래 명칭으로 되돌렸다고 한다.
고려 때는 춘주(春州)로 개칭하였고 조선시대에는 춘천(春川)이라 하여 지금에 이른다. 시기는 알 수 없으나 광해주(光海州)로 개칭했다는 기록도 전해지며 《삼국사기》의 각종 기록에서는 우두주(牛頭州)라는 이름으로도 자주 언급된다. 오늘날의 우두동이 수약주, 춘천의 옛 지명을 정확히 유지하고 있는 지역임을 알 수 있다. 《삼국사기》 〈지리지〉에는 경덕왕이 중국식으로 고친 명칭을 기준으로 기록되어 있다.

## 소속 군현
757년 경덕왕이 지명을 고쳤을 당시, 수약주에는 1개 소경, 11개 군, 27개 현이 소속되어 있었다고 전하나, 《삼국사기》 〈지리지〉에 전해지는 삭주 조에는 1개 소경, 12개 군, 26개 현만 나타나고 있다. 한편, 《삼국사기》 〈지리지〉에는 수약주 소속 군현의 옛 지명을 대부분 고구려 시기의 지명으로 기록하고 있다. 아래 표에서 특별한 표시가 없는 옛 지명은 모두 고구려의 지명이다.
| 군             | 원래 군명 및 다른 이름                                                                                     | 현재 지명              | 소속 현         | 원래 현명 및 다른 이름                                                             | 현재 지명                     |
| -------------- | --- | ---------------------- | --------------- | ---------------------------------------------------------------------------------- | ----------------------------- |
| 삭주(朔州)     | 백제 주양성(走壤城) 고구려/신라 우수주(牛首州) 또는 수약주(首若州) 또는 수차약(首次若) 또는 오근내(烏根乃) | 강원도 춘천시          | 녹효현(綠驍縣)  | 벌력천현(伐力川縣)                                                                 | 홍천군 홍천읍                 |
| 삭주(朔州)     | 백제 주양성(走壤城) 고구려/신라 우수주(牛首州) 또는 수약주(首若州) 또는 수차약(首次若) 또는 오근내(烏根乃) | 강원도 춘천시          | 황천현(潢川縣)  | 횡천현(橫川縣) 또는 어사매(於斯買)                                                 | 횡성군 횡성읍                 |
| 삭주(朔州)     | 백제 주양성(走壤城) 고구려/신라 우수주(牛首州) 또는 수약주(首若州) 또는 수차약(首次若) 또는 오근내(烏根乃) | 강원도 춘천시          | 지평현(砥平縣)  | 지현현(砥峴縣)                                                                     | 양평군 지평면                 |
| 북원경(北原京) | 평원군(平原郡)                                                                                             | 강원도 원주시          | -               | -                                                                                  | -                             |
| 나제군(奈隄郡) | 나토군(奈吐郡) 또는 대제(大提)                                                                             | 충청북도 제천시        | 청풍현(淸風縣)  | 사열이현(沙熱伊縣)                                                                 | 제천시 청풍면                 |
| 나제군(奈隄郡) | 나토군(奈吐郡) 또는 대제(大提)                                                                             | 충청북도 제천시        | 적산현(赤山縣)  | 적산현(赤山縣)                                                                     | 단양군 단양읍                 |
| 나령군(奈靈郡) | 백제 나이군(奈已郡)                                                                                        | 경상북도 영주시        | 선곡현(善谷縣)  | 매곡현(買谷縣)                                                                     | 안동시 도산면                 |
| 나령군(奈靈郡) | 백제 나이군(奈已郡)                                                                                        | 경상북도 영주시        | 옥마현(玉馬縣)  | 고사마현(古斯馬縣)                                                                 | 봉화군 봉성면                 |
| 급산군(岌山郡) | 급벌산군(及伐山郡)                                                                                         | 경상북도 영주시 순흥면 | 인풍현(鄰豐縣)  | 이벌지현(伊伐支縣) 또는 자벌지(自伐支)                                             | 영주시 부석면                 |
| 가평군(嘉平郡) | 근평군(斤平郡) 또는 병평(並平)                                                                             | 경기도 가평군          | 준수현(浚水縣)  | 심천현(深川縣) 또는 복사매(伏斯買)                                                 | 가평군 조종면, 가평읍, 청평면 |
| 양록군(楊麓郡) | 양구군(楊口郡) 또는 요은홀차(要隱忽次)                                                                     | 강원도 양구군          | 희제현(狶蹄縣)  | 저족현(猪足縣) 또는 오사회(烏斯迴)                                                 | 인제군 인제읍                 |
| 양록군(楊麓郡) | 양구군(楊口郡) 또는 요은홀차(要隱忽次)                                                                     | 강원도 양구군          | 치도현(馳道縣)  | 옥기현(玉岐縣) 또는 개차정(皆次丁)                                                 | 인제군 서화면                 |
| 양록군(楊麓郡) | 양구군(楊口郡) 또는 요은홀차(要隱忽次)                                                                     | 강원도 양구군          | 삼령현(三嶺縣)  | 삼현현(三峴縣) 또는 밀파혜(密波兮)                                                 | 양구군 방산면                 |
| 낭천군(狼川郡) | 성천군(狌川郡) 또는 야시매(也尸買)                                                                         | 강원도 화천군          | -               | -                                                                                  | -                             |
| 대양군(大楊郡) | 대양관군(大楊菅郡) 또는 마근압(馬斤押)                                                                     | 강원도 금강군 현리     | 수천현 (藪川縣) | 수성천현(藪狌川縣) 또는 수천(藪川)                                                 | 금강군 화천리                 |
| 대양군(大楊郡) | 대양관군(大楊菅郡) 또는 마근압(馬斤押)                                                                     | 강원도 금강군 현리     | 문등현(文登縣)  | 문현현(文峴縣) 또는 근시파혜(斤尸波兮)                                             | 금강군 문등리                 |
| 익성군(益城郡) | 모성군(母城郡) 또는 야차홀(也次忽)                                                                         | 강원도 김화군          | -               | -                                                                                  | -                             |
| 기성군(岐城郡) | 동사홀군(冬斯忽郡)                                                                                         | 강원도 창도군 신성리   | 통구현(通溝縣)  | 수입현(水入縣) 또는 매이현(買伊縣)                                                 | 창도군 당산리                 |
| 연성군(連城郡) | 각련성군(各連城郡) 또는 객련군(客連郡) 또는 가혜아(加兮牙)                                                 | 강원도 회양군          | 단송현(丹松縣)  | 적목진(赤木鎭) 또는 사비근을(沙非斤乙)                                             | 세포군 현리                   |
| 연성군(連城郡) | 각련성군(各連城郡) 또는 객련군(客連郡) 또는 가혜아(加兮牙)                                                 | 강원도 회양군          | 질운현(軼雲縣)  | 관술현(管述縣)                                                                     | 회양군 신안리                 |
| 연성군(連城郡) | 각련성군(各連城郡) 또는 객련군(客連郡) 또는 가혜아(加兮牙)                                                 | 강원도 회양군          | 희령현(狶嶺縣)  | 저수현현(猪守峴縣) 또는 저란현현(猪闌峴縣) 또는 오생파의(烏生波衣) 또는 저수(猪守) | 금강군 금강읍                 |
| 삭정군(朔庭郡) | 고구려 비열홀군(比列忽郡) 또는 천성군(淺城郡) 신라 비열주(比列州)                                          | 강원도 안변군          | 서곡현(瑞谷縣)  | 경곡현(𢈴谷縣) 또는 수을탄(首乙呑)                                                 | 원산시 칠봉리                 |
| 삭정군(朔庭郡) | 고구려 비열홀군(比列忽郡) 또는 천성군(淺城郡) 신라 비열주(比列州)                                          | 강원도 안변군          | 난산현(蘭山縣)  | 석달현(昔達縣) 또는 청달현(菁達縣)                                                 | 고산군 용지원리               |
| 삭정군(朔庭郡) | 고구려 비열홀군(比列忽郡) 또는 천성군(淺城郡) 신라 비열주(比列州)                                          | 강원도 안변군          | 상음현(霜陰縣)  | 살한현(薩寒縣)                                                                     | 안변군 상음리                 |
| 삭정군(朔庭郡) | 고구려 비열홀군(比列忽郡) 또는 천성군(淺城郡) 신라 비열주(比列州)                                          | 강원도 안변군          | 청산현(菁山縣)  | 가지달현(加支達縣)                                                                 | 안변군 문수리                 |
| 삭정군(朔庭郡) | 고구려 비열홀군(比列忽郡) 또는 천성군(淺城郡) 신라 비열주(比列州)                                          | 강원도 안변군          | 익계현(翊谿縣)  | 익곡현(翼谷縣) 또는 어지탄(於支呑)                                                 | 고산군 혁창리                 |
| 정천군(井泉郡) | 천정군(泉井郡) 또는 어을매(於乙買)                                                                         | 강원도 원산시          | 산산현(䔉山縣)  | 매시달현(買尸達縣)                                                                 | 원산시                        |
| 정천군(井泉郡) | 천정군(泉井郡) 또는 어을매(於乙買)                                                                         | 강원도 원산시          | 송산현(松山縣)  | 부사달현(夫斯達縣)                                                                 | 문천시 용탄동                 |
| 정천군(井泉郡) | 천정군(泉井郡) 또는 어을매(於乙買)                                                                         | 강원도 원산시          | 유거현(幽居縣)  | 동허현(東墟縣) 또는 가지근(加知斤)                                                 | 문천시 부방리                 |

## 같이 보기
- 신라의 행정 구역